# Kontrollwechselschaltung
Bei einer Kontrollwechselschaltung sind im Vergleich zur Wechselschaltung die Schalter zusätzlich mit einer eingebauten Kontrollleuchte versehen, z. B. mit einer Glimmlampe oder einer Leuchtdiode. Damit ist an den Schaltern optisch erkennbar, ob der Verbraucher aktuell ein- oder ausgeschaltet ist. Die Verwendung von Schaltern mit Kontrollleuchten ist z. B. sinnvoll, wenn man vom Schalter aus gesehen keinen Sichtkontakt zum geschalteten Verbraucher hat.

## Aufbau und Funktion

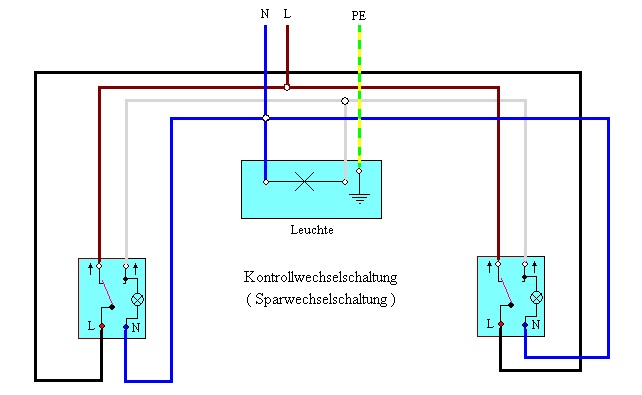
Kontrollwechselschaltung

Eine Kontrollwechselschaltung ist wie eine Sparwechselschaltung verdrahtet. Die Sparwechselschaltung unterscheidet sich von einer normalen Wechselschaltung dadurch, dass man eine Ader weniger braucht, wenn man neben dem Schalter eine Steckdose montieren will. Zur Verdrahtung einer Sparwechselschaltung (und somit auch einer Kontrollwechselschaltung) mit Steckdose benötigt man eine fünfadrige Leitung. Diese Schaltungen können jedoch nicht zu einer Kreuzschaltung erweitert werden.
Für eine Kontrollwechselschaltung benötigt man an den Schaltstellen entweder Kontrollwechselschalter oder Wechselschalter, die sich mit einer Kontrollleuchte nachrüsten lassen.
Wird der Verbraucher eingeschaltet – gleichgültig, über welchen der beiden Wechselschalter –, so leuchten beide Kontrollleuchten. Dies wird durch Parallelschaltung von Verbraucher und Kontrollleuchten erreicht.
| Schalterstellung | Schalterstellung | Verbraucher und Kontrollleuchten |
| linker Wechsler  | rechter Wechsler | Verbraucher und Kontrollleuchten |
| ---------------- | ---------------- | -------------------------------- |
| links            | links            | aus                              |
| links            | rechts           | ein                              |
| rechts           | links            | ein                              |
| rechts           | rechts           | aus                              |

Kontrollschalter gibt es auch zweipolig für eine Ausschaltung sowie mit N-Klemme als Serien-Kontrollschalter.